# 布勒伊绍塞
布勒伊绍塞（法語：Breuil-Chaussée，法語發音：[bʁœj ʃose]）是法国德塞夫勒省的一个旧市镇。1973年1月1日，布勒伊绍塞与邻近的8个市镇以关联合并的形式并入布雷敘爾，布勒伊绍塞成为了布雷叙尔的关联市镇。2013年3月28日，布勒伊绍塞与其他关联市镇转变为委派市镇。

## 地理
布勒伊绍塞（46°50'22.3"N, 0°33'9.9"W）位于法国新阿基坦大区德塞夫勒省，该省份为法国西部内陆省份，北起曼恩-卢瓦尔省，西接旺代省，南至夏朗德省和滨海夏朗德省，东临维埃纳省。
布勒伊绍塞的时区为UTC+01:00、UTC+02:00（夏令时）。

## 人口
布勒伊绍塞于2018年1月1日时的人口数量为1005人。